# 1137 Raïssa
1137 Raïssa è un asteroide della fascia principale del diametro medio di circa 23,69 km. Scoperto nel 1929, presenta un'orbita caratterizzata da un semiasse maggiore pari a 2,4238543 UA e da un'eccentricità di 0,0973232, inclinata di 4,31888° rispetto all'eclittica.
L'asteroide è dedicato a Raisa Irzailevna Maseeva, collaboratrice dell'Osservatorio di Pulkovo.